# Vrăjitoarele (film din 1954)
Vrăjitoarele (titlul original: în germană Hexen) este un film de comedie est-german, realizat în 1954 de regizorul Helmut Spieß în studioul DEFA, protagoniști fiind actorii Lothar Blumhagen, Albert Garbe, Alfred Maack și Helene Riechers.

## Rezumat
În 1949 la Hunsdorf în Turingia domnea superstiția. Noua profesoară Marianne Paul se plânge la secția de poliție din orașul alăturat că adulții și copiii deopotrivă se tem de pisicile negre și de vrăjitoare rele. Ca răspuns la plângerea lor, tânărul sergent major Werner Kühlemann este transferat la Hunsdorf pentru a asigura ordinea. Werner nu știe că de câtva timp porcii dispar din sat și că August Bast, care a fost jefuit recent, nu a declarat, cum e obiceiul, porcul mort la primărie, ci mai degrabă a trimis un raport la poliție, despre disparițiile porcilor. Poștașul și fratele primarului, Pfundstaschen-Enderlein, are obiceiul să deschidă cu aburi toate scrisorile de la Hunsdorf și să le trimită numai pe cele care lui îi plac. Nu-l poți afla pentru că nimeni nu intră în casa lui. Soacra lui locuiește cu el și a devenit ciudată la bătrânețe. În sat, însă, este la fel de cunoscută, pe atât de temută, ca vrăjitoare.
Primarul Seidel-Großkopf nu are niciun scrupul în privința folosirii vrăjitoarelor în scopuri proprii pentru a alimenta superstițioșii din sat. Ultimul porc, de exemplu, nu a dispărut de fapt, deoarece casa lui August și Milda Bast era, așa cum se credea, bântuită de ochii răi. Seidel-Großkopf, distilatorul de schnaps Hinke-Seidel și alții au furat porcul pentru a-l tranșa în propriile lor scopuri. Cu toate acestea, deoarece a fost o acțiune spontană a lui Hinke-Seidel, porcul nu a putut fi transportat ca de obicei. A fost depozitat temporar în celula închisorii lui Seidel-Großkopf și liniștit cu alcool tare.
Werner Kühlemann nu este primit foarte entuziasmat. Milda Bast în special este supărată pentru că Werner este încartiruit în casa ei. Ea a avut recent o cameră disponibilă pentru că August Bast s-a retras, în semn de protest, în ghereta rutieră din afara satului. Nu mai poate tolera superstiția soției sale și a femeilor din sat, care nici măcar nu se sfiesc de la escrocheriile asupra nepoatei sale grav bolnavă, Barbara. Ar trebui să fie tratată medical și, printre altele, să ia picături de inimă, dar Milda preferă să se bazeze pe metodele ciudate de tratament ale șarlatanului din Hilsenthal. Nici chiar Werner nu poate face ceva. 
El încearcă să-l convingă pe nepotul lui August, Peter, că nu există vrăjitoare, dar trebuie să salveze mereu o pisică neagră din mâinile lui și de săteni. De asemenea, primarul se străduiește din răsputeri să nu scape nicio informație din Hunsdorf. Când Werner vrea să o ducă pe Barbara la spital, Seidel-Großkopf pretinde că telefonul este defect. Werner merge singur cu bicicleta la spital, dar acolo nu are raportul medical pentru internarea Barbarei.
Între timp, diferite încercări de a transporta scroafa lui august în afara satului au eșuat. Când Barbara este vizitată din nou de bărbatul din Hilsenthal, Werner îl arestează pentru șarlatanie și îl închide. În celulă, scroafa se trezește din ultimul consum de alcool. Peter se uită pe furiș în celulă și crede că bărbatul din Hilsenthal s-a transformat în porc. Îi spune lui Werner despre asta. Seidel-Großkopf lasă scroafa să plece în secret și omul din Hilsenthal poate scăpa și el. Werner găsește porcul cu ajutorul copiilor, în timp ce Marianne Paul îl întâlnește pe șarlatan în casa lui August și îl bagă la închisoare la scurt timp.
La ședința de consiliu local, Seidel-Großkopf este pe cale să-l declare pe August, care devine prea încăpățânat, nebun și să-l îndepărteze ca paznic de drum, tocmai când Werner mână porcul în sala de ședințe. Seidel-Großkopf și prietenii săi scapă, dar sunt arestați de Werner la scurt timp după aceea. În casa primarului și lucrătorului poștal s-au găsit cârnați, piei de porc, rachiu distilat la negru și scrisori netrimise din ultimii 30 de ani. Cazul este rezolvat. Milda și Peter, precum și restul sătenilor s-au vindecat în mare măsură de superstițiile lor, iar Barbara se simte acum din ce în ce mai bine.

## Distribuție
- Lothar Blumhagen – Werner Kühlemann
- Albert Garbe – primarul Seidel-Großkopf
- Alfred Maack – August Bast
- Helene Riechers – Milda Bast
- Heinz Triebel – Peter Bast
- Aribert Grimmer – Pfundstüten-Enderlein
- Hans Klering – bărbatul din Hilsenthal
- Rudi Schiemann – Hinke-Seidel
- Lisa Wehn – Hexenguste (vrăjitoarea)
- Ulrich von der Trenck – dr. Fehlhagen
- Karla Runkehl – Marianne Paul, noua învățătoare
- Amy Frank – Stine Matzke
- Wally Fielitz – Emmi Böhm
- Gerd Michael Henneberg – Staudten-Enderlein
- Elfriede Boll – Bärbel Bast
- Edith Volkmann – soția lui Pfundstüten-Enderlein
- Toni Meitzen – Seidel, cârciumarul
- Hans Wehrl – comisarul-șef VP, Meixner
- Fritz Linke – Edeward
- Rudolf Fleck – șoferul de camion
- Gertrud Paulun – sora medicală
- Manfred Borges – bărbatul cu scrisorile
- Hans Hellenberger – omul cu periile
- Horst Wünsch – primul flăcău
- Fritz Decho – al doilea flăcău
- Edgar Engelmann – al treilea flăcău
- Werner Berndt – al patrulea flăcău